# Acipenseriformes
Ordre
Les Acipenseriformes sont un ordre d'Actinopterygii primitifs qui comprennent les esturgeons et les poissons-spatule ainsi que quelques espèces disparues.
Le squelette des acipenseriformes est en grande partie cartilagineux. Ils possèdent une mâchoire et des écussons osseux.

## Étymologie
Acipenseriformes vient du latin acipenser signifiant "esturgeon" et forma signifiant "forme".

## Liste des familles
Selon FishBase, ITIS et World Register of Marine Species (3 mai 2016) :
- sous-ordre Acipenseroidei
  - famille Acipenseridae Bonaparte, 1831
  - famille Aspidorhynchidae (famille non référencée par WoRMS et ITIS)
  - famille Polyodontidae Bonaparte, 1835

Auxquels il faut ajouter des familles d'espèces éteintes :

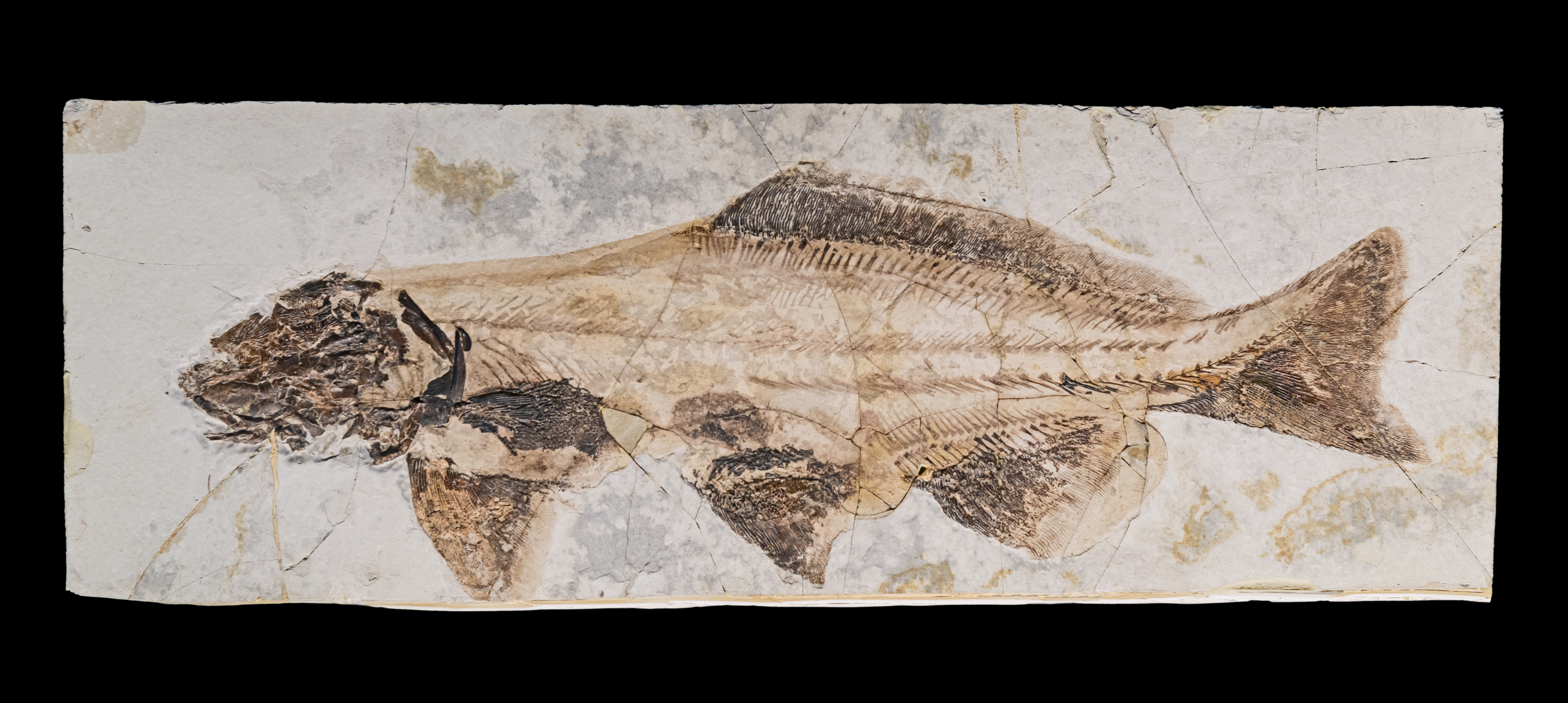
Yanosteus longidorsalis Muséum de Toulouse

- famille Chondrosteidae †
- famille Errolichthyidae †
- famille Peipiaosteidae † Yanosteus longidorsalis Muséum de Toulouse

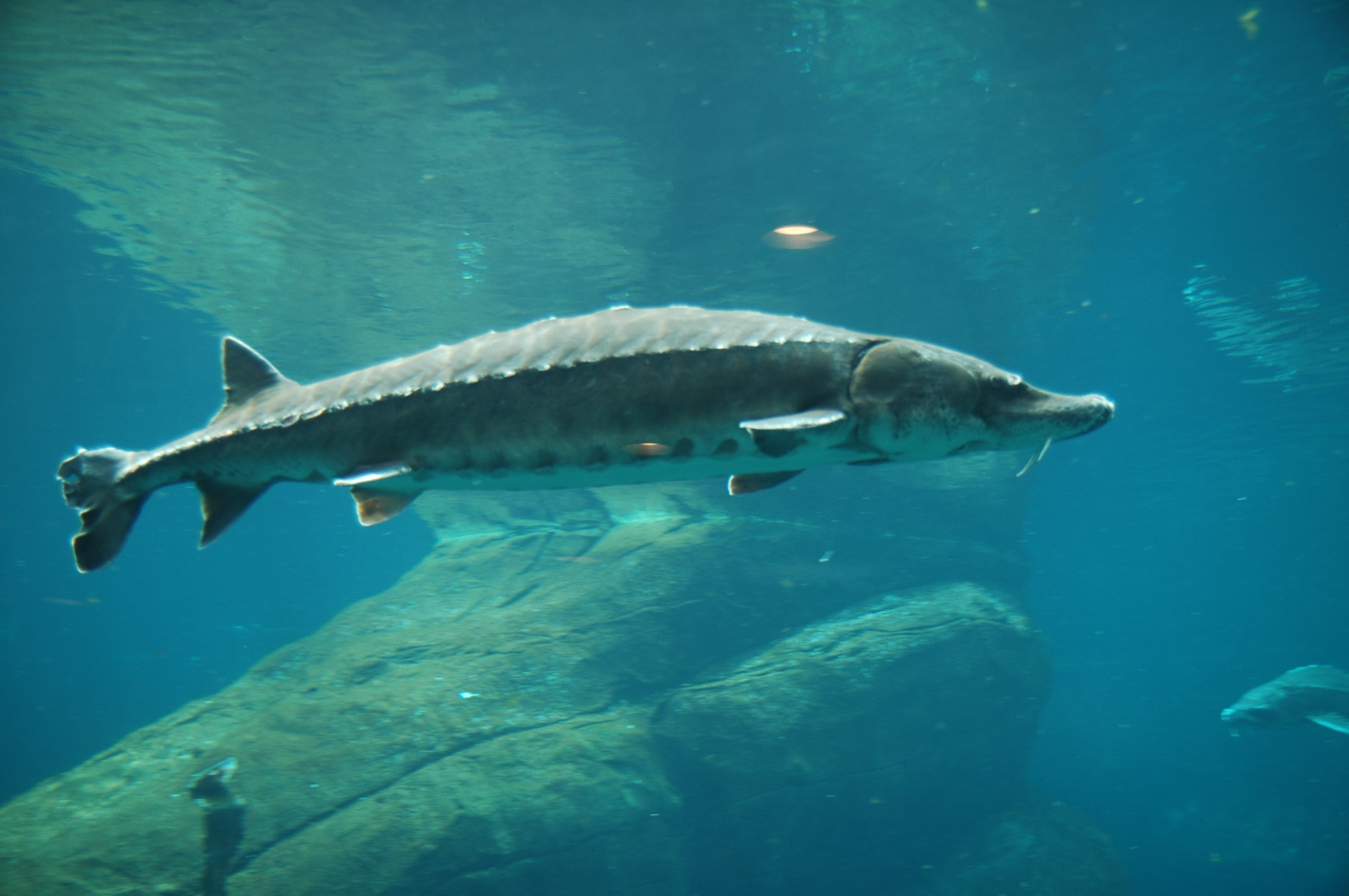
Acipenser oxyrinchus (Acipenseridae)
Polyodon spathula (Polyodontidae)
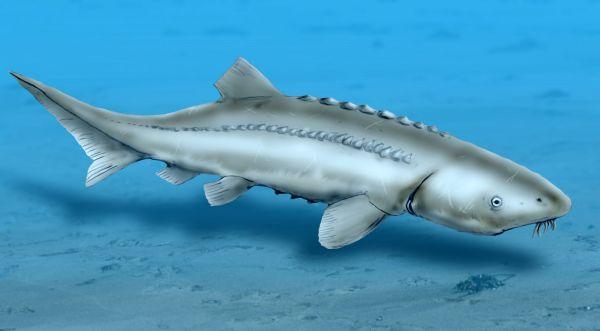
Reconstitution de Gyrosteus sp., espèce fossile.